# Betty Acquah
Pour les articles homonymes, voir Acquah.
Betty Acquah, née en 1965, est une artiste peintre féministe ghanéenne.
Elle utilise les techniques de la peinture à l'huile et à l'acrylique ainsi que celle du pointillisme.

## Biographie
Originaire de Cape Coast au Ghana, elle passe une partie de sa scolarité au lycée Wesley Girls' Senior High School puis étudie à l'Université des sciences et technologies Kwame Nkrumah où elle obtient une maîtrise en arts visuels spécialisée dans la peinture.
Elle travaille pendant sept ans pour la galerie d'art du Centre for National Culture à Accra et organise des expositions à la galerie Berj Art de 2002 à 2005. Betty Acquah est membre de l'association Ghana Association of Visual Artists (GAVA) . En juin 2019, elle déclare lors d'une interview à Newsday BBC souhaiter l'ouverture d'une galerie d'art nationale au Ghana.
Betty Acquah a exposé ses œuvres au Ghana, au Nigeria, au Royaume-Uni, en Inde, en Allemagne, en Espagne, au Japon ainsi qu'aux États-Unis, ou à Dubaï .
Son travail met en avant les femmes ghanéennes qu'elle considère comme les « héroïnes méconnues de la république ghanéenne »,,. Elle est reconnue comme étant l’une des peintres féminines les plus en vue au Ghana,,,.

## Style artistique
Elle utilise les techniques de la peinture à l'huile et à l'acrylique ainsi que celle du pointillisme,,,.

## Publications
- Betty Acquah, Why the white ant is so destructive : an African tale, IFA (Information for Africa), 1988 (ISBN 0-920433-00-6 et 978-0-920433-00-3, OCLC 18638902, lire en ligne).